# Cantó de Bar-le-Duc-Nord
El cantó de Bar-le-Duc-Nord és un cantó francès del departament del Mosa, situat al districte de Bar-le-Duc. Té 2 municipis i part del de Bar-le-Duc.

## Municipis
- Bar-le-Duc (al marge dret de l'Ornain)
- Fains-Véel
- Longeville-en-Barrois

## Història
| Data d'elecció                           | Identitat            | Partit          | Qualitat |
| ---------------------------------------- | -------------------- | --------------- | -------- |
| 1945-1951                                | Georges Fizaine      | SFIO            |          |
| 1951-1958                                | Jean Auguste Gilliot | RPF, després RS |          |
| 1958-1973                                | Pierre Marizier      | Divers droite   |          |
| 1973-1992                                | Jean Bernard         | PS              |          |
| 1992-2004                                | Bernard Pancher      | UDF             |          |
| 2004-                                    | Roland Corrier       | PS              |          |
| les dades anteriors no són pas conegudes |                      |                 |          |
|                                          |                      |                 |          |